# Quassik
De Quassik (Deens: Ravnefjeldet, letterlijke vertaling Ravenberg) is een berg in het uiterste zuidelijke puntje van Groenland, op het eiland Nanortalik, even ten noorden van het plaatsje Nanortalik. De berg is ongeveer 308 meter hoog.
Vanuit Nanortalik zijn er wandelroutes naar de Quassik.